# George N. Briggs

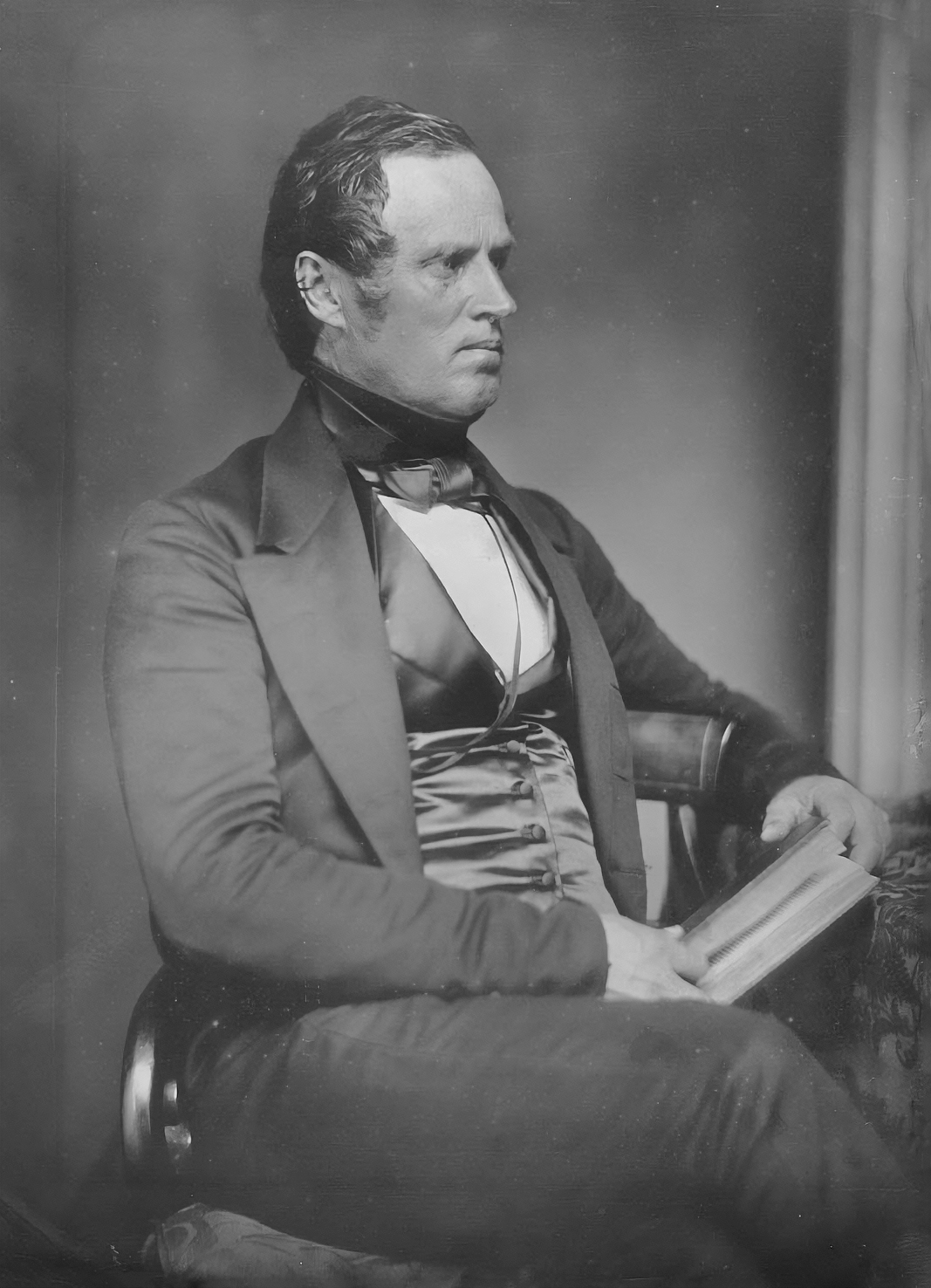
George N. Briggs

George Nixon Briggs (* 12. April 1796 in Adams, Massachusetts; † 11. September 1861 in Pittsfield, Massachusetts) war ein US-amerikanischer Politiker und von 1844 bis 1851 Gouverneur des Bundesstaates Massachusetts. Zwischen 1831 und 1843 vertrat er seinen Staat im US-Repräsentantenhaus.

## Frühe Jahre
Im Alter von sieben Jahren zog Briggs mit seinen Eltern nach Manchester in Vermont und zwei Jahre später nach White Creek im Staat New York. An diesen Orten besuchte Briggs die öffentlichen Schulen. Im Jahr 1814 zog er nach Lanesboro in Massachusetts, wo er eine Lehre als Hutmacher absolvierte. Nach einem anschließenden Jurastudium begann er ab 1818 in Lanesboro als Rechtsanwalt zu arbeiten, wobei er sich auf das Strafrecht spezialisierte.

## Politischer Aufstieg
Zwischen 1824 und 1831 leitete Briggs das Grundbuchamt im Berkshire County. Im Jahr 1826 war er Vorsitzender des Ausschusses zur Verwaltung der Straßen in Massachusetts. Politisch stand er in Opposition zu Andrew Jackson und dessen Demokratischer Partei. Nach der Gründung der Whig Party wurde er deren Mitglied. Zwischen dem 4. März 1831 und dem 3. März 1843 vertrat Briggs seinen Staat als Abgeordneter im Kongress. Dort war er zeitweise Vorsitzender des Ausschusses zur Kontrolle der öffentlichen Ausgaben sowie Mitglied im Postausschuss. Nach dem Ende seiner Tätigkeit in Washington zog er nach Pittsfield. Am 13. November 1843 wurde er zum neuen Gouverneur seines Staates gewählt.

## Gouverneur von Massachusetts und weiterer Lebenslauf
George Briggs trat sein neues Amt am 1. Januar 1844 an. Nachdem er in den folgenden Jahren jeweils wiedergewählt worden war, konnte er dieses bis zum 11. Januar 1851 ausüben. In diese Zeit fiel der Mexikanisch-Amerikanische Krieg, zu dem auch Massachusetts seinen Beitrag leisten musste. Ansonsten war man damals in Massachusetts entschieden gegen die Aufnahme neuer Staaten in die Union, in denen die Sklaverei erlaubt sein sollte. Der Gouverneur geriet zwischenzeitlich unter Druck, weil er sich weigerte, in einem zweifelhaften Gerichtsfall ein Todesurteil aufzuheben.
Nach dem Ende seiner Gouverneurszeit war Briggs zunächst als Anwalt in Pittsfield tätig. Im Jahr 1853 war er Mitglied einer Versammlung zur Überarbeitung der Staatsverfassung von Massachusetts. Zwischen 1853 und 1858 war er Richter an einem Berufungsgericht. 1861 gehörte er einer Kommission an, die Streitigkeiten zwischen den Vereinigten Staaten und Neugranada beilegen sollte. Am 11. September 1861 kam George Briggs durch einen Schießunfall ums Leben. Mit seiner Frau Harriet Hall hatte er zwei Kinder.